# Sabin (cràter)
Sabin és un cràter d'impacte en el planeta Venus de 33,1 km de diàmetre. Porta el nom de Florence Sabin (1871-1953), investigadora mèdica estatunidenca, i el seu nom va ser aprovat per la Unió Astronòmica Internacional el 1994.